# ونستون بوغارد
ونستون بوغارد (بالهولندية: Winston Bogarde)‏ مواليد 22 أكتوبر 1970 في روتردام، هو لاعب كرة قدم هولندي سابق كان يلعب كمدافع. سبق له أن لعب في كأس العالم لكرة القدم مع منتخب بلاده. لعب خلال مسيرته 201 مباريات سجل خلالها 26 هدفاً.

## مرحلة الشباب

### أندية لعب لها
- سبارتا روتردام

## المسيرة الاحترافية

### أندية لعب لها
- سبارتا روتردام
- أياكس أمستردام
- إيه سي ميلان
- نادي برشلونة
- تشيلسي

## روابط خارجية
- ونستون بوغارد على موقع الاتحاد الدولي (مؤرشف)  (الإنجليزية)
- ونستون بوغارد على موقع الاتحاد الأوربي (الإنجليزية)
- ونستون بوغارد على موقع قاعدة بيانات كرة القدم.إي يو (الإنجليزية)
- ونستون بوغارد على موقع ناشيونال فوتبول تيمز (الإنجليزية)
- ونستون بوغارد على موقع Soccerbase.com (لاعب) (الإنجليزية)
- ونستون بوغارد على موقع عالم كرة القدم.نت (الإنجليزية)